# Refúgio das Grandes Jorasses
O refúgio das Grandes Jorasses fica a 2804 m de altitude na comuna de Courmayeur, na Itália, no vale Ferret dos Alpes Graios.
Em Itália também é conhecido como Rifugio Gabriele Boccalatte e Mario Piolti em homenagem a estes alpinistas italianos que morreram a Sul da Agulha de Triolet.
O refúgio é propriedade do Clube alpino italiano.

## Acesso
Em razão do alto risco de queda de pedras da Ponta Whymper, o acesso ao refúgio e à via normal das Grandes Jorasses é proibido.

## Características
- Altitude: 2804 m
- Capacidade: 15 lugares

## Ascensões
O refúgio é o ponto de partida para ascensões aos cumes das Grandes Jorasses.